# 鶴岡八幡宮
鶴岡八幡宮（つるがおかはちまんぐう）は、神奈川県鎌倉市雪ノ下にある八幡宮。鎌倉八幡宮とも呼ばれる。11世紀後半に、源氏の守り神として創建された。以後、鎌倉武士の守護神となる。現代では全国の八幡宮の中で、鎌倉幕府の初代将軍源頼朝ゆかりの神社として関東方面で知名度が高い。境内は国の史跡に指定されている。全国一の宮会に加盟。旧社格は国幣中社で、神社本庁の別表神社であったが、2024年に神社本庁を離脱する手続きを進めている（後述）。

## 祭神
現在の祭神は以下の3柱。「八幡神」と総称される。
- 応神天皇 （おうじんてんのう）  第15代天皇
- 比売神 （ひめがみ）
- 神功皇后 （じんぐうこうごう）  第14代仲哀天皇の妃、応神天皇の母

## 歴史

### 概史

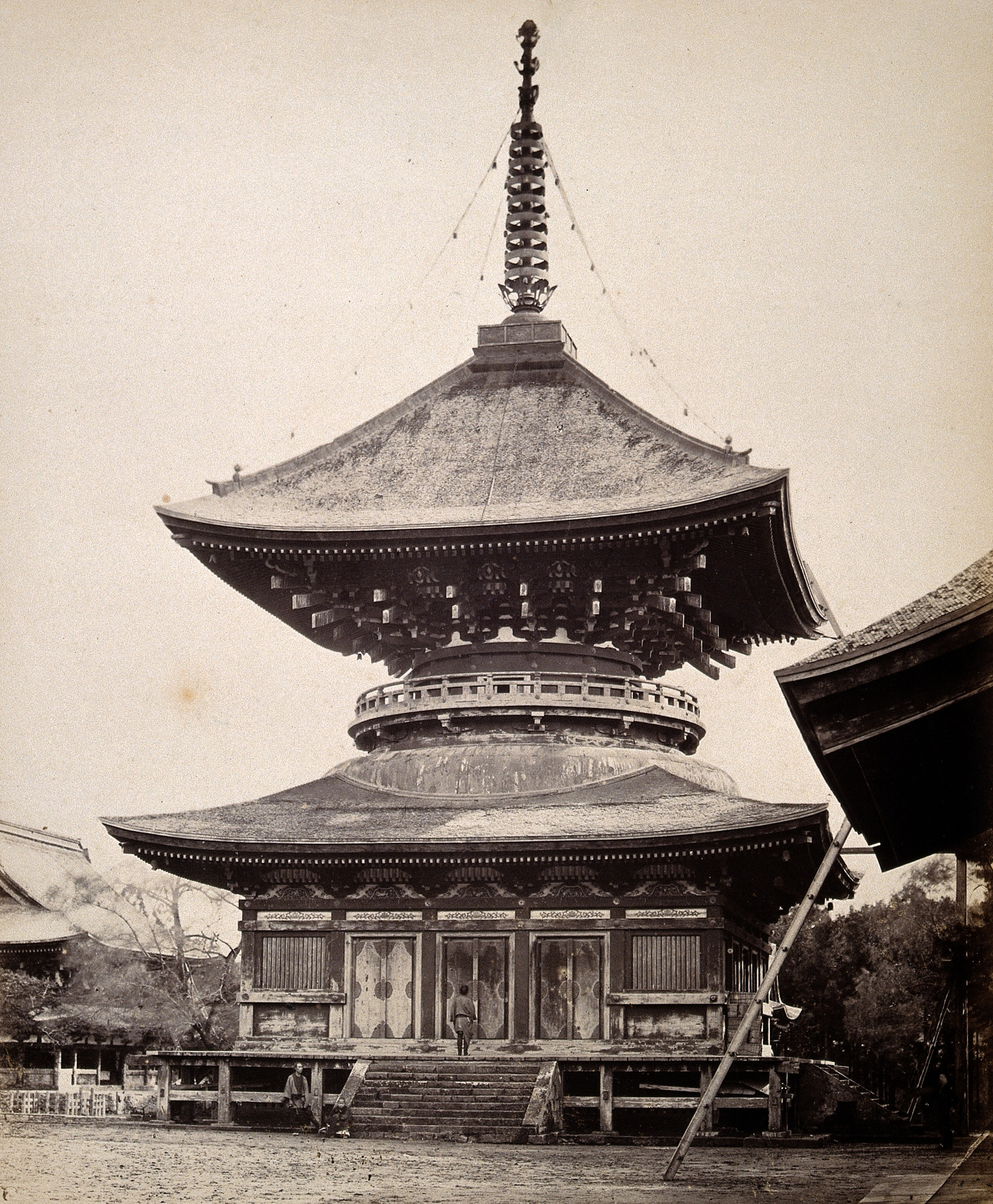
廃仏毀釈で撤去された大塔

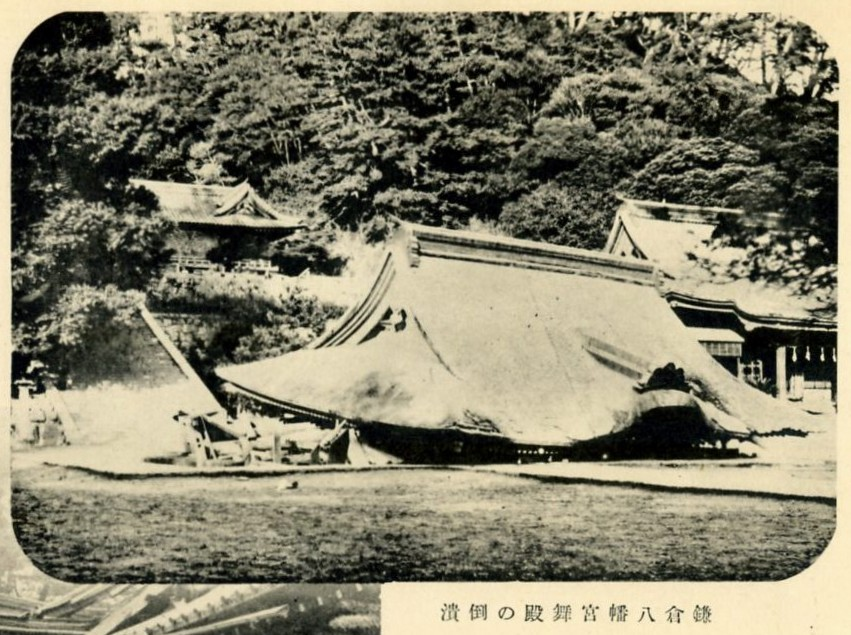
関東大震災で倒壊した舞殿｡前面の建造物はまだない。

河内国（大阪府羽曳野市）を本拠地とする河内源氏2代目の源頼義は、長元9年（1036年）に相模守に任じられた時期に、平直方の女婿となり、鎌倉の大蔵にあった邸宅や所領、桓武平氏嫡流伝来の郎党を譲り受けた。
1063年 8月に源頼義が、前九年の役に際して戦勝を祈願した京都の石清水八幡宮護国寺（あるいは河内源氏氏神の壺井八幡宮）を鎌倉の由比郷鶴岡（現・材木座1丁目）に鶴岡若宮寺として勧請した。1081年2月に河内源氏3代目の源義家（八幡太郎義家）が修復を加えた。これが鶴岡八幡宮の始まりとなった。
1180年10月、平家打倒の兵を挙げ鎌倉に入った河内源氏後裔の源頼朝は、12日に宮を現在の地である小林郷北山に遷す。以後社殿を中心にして、幕府の中枢となる施設を整備していった。1191年に、社殿の焼損を機に、上宮（本宮）と下宮（若宮）の体制とし、あらためて石清水八幡宮護国寺を勧請した。1208年には神宮寺が創建される。
源頼朝が鎌倉幕府を開いた後は、源頼義・義家が勧請した経緯もあり、武家の崇敬を集めた。鎌倉幕府衰退後は、25の僧坊の数も減少し、一時衰退する。戦国時代には里見氏により焼き討ちにあうものの（鶴岡八幡宮の戦い）、北条氏綱が再建を果たす。江戸時代に入ると江戸幕府の庇護を受け大規模化が進み、仁王門、護摩堂、輪蔵、神楽殿、愛染堂、六角堂、観音堂 法華堂、弁天堂などを建築し、徳川家光の治世に薬師堂、鐘楼、楼門なども建てられた。また、境内には方五間の多宝大塔や、東照宮も存在した。
江戸幕府崩壊後、1868年3月13日に「神主を兼帯していた僧侶に対して還俗する旨の通達」が明治政府から出され、また1870年に大教宣布がなされると、鶴岡八幡宮寺においてもいわゆる廃仏毀釈の動きが始まった。同年中に多宝大塔などの仏堂は破壊され、仏像、仏具、什宝、経典なども破壊・焼却処分されるか散佚した。ただし一部は現存し、鎌倉寿福寺、浅草の社僧が中心となって行った。また、一部残存していた仏堂も、その後真が残されている。名称も鶴岡八幡宮寺より鶴岡八幡宮に改められた。
明治の近代社格制度では県社に列し、1882年に国幣中社に昇格。戦後は神社本庁の別表神社に列している。近年は全国一の宮会に加盟しており、相模国の一宮と扱われることもある（ただし歴史的には一宮は寒川神社である）。

### 年表
鎌倉 - 江戸時代

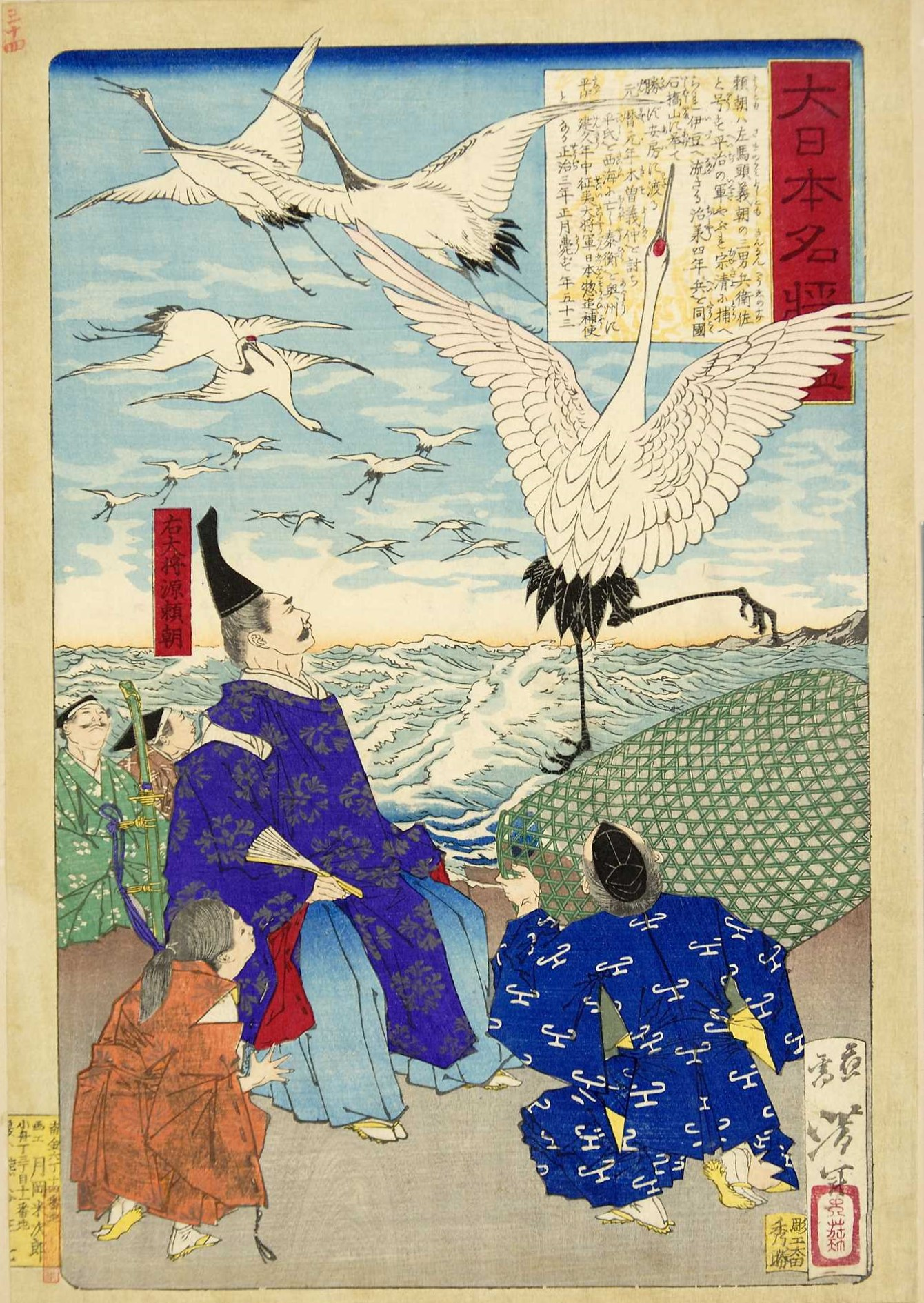
源頼朝の放生会。月岡芳年筆

- 康平6年（1063年）8月、源頼義が河内源氏氏神の壷井八幡宮あるいは京都の石清水八幡宮を勧請（鶴岡若宮）[1]
- 永保元年（1081年）2月、源義家が修復[1]
- 治承4年（1180年）10月12日、源頼朝が現在の小林郷北山に遷座し、専光房良暹が臨時別当に就任[1]
- 養和2年（1182年）4月24日、専光房良暹と大庭景義が源平池を造営
- 建久3年（1192年）、源頼朝が征夷大将軍に就任
- 承元2年（1208年）、神宮寺創建
- 承久元年（1219年）、源実朝が甥の公暁に襲われ落命[4]
- 文明10年（1479年）1月27日、江戸城西方の守護として太田道灌が鶴岡八幡を江戸番町に勧請
- 大永6年（1526年）11月12日、里見義豊・実堯と北条氏綱の間の合戦で社殿が焼失（鶴岡八幡宮の戦い）
- 天文9年（1540年）、大永の戦乱で焼失した社殿を北条氏綱が再建
- 文政11年（1828年）、江戸幕府11代将軍、徳川家斉の命により本殿などが造営

明治以降
- 1868年（明治元年）
  - 3月、神仏分離令により廃仏毀釈開始
  - 4月24日、仏教的神号の八幡大菩薩が明治政府により廃止
  - 7月19日、石清水八幡宮以下、鶴岡八幡宮などの放生会は中秋祭に変更
- 1871年（明治4年）5月14日、社格制度制定
- 1917年（大正6年）1月、段葛の八幡宮境内編入が許可[5]
- 1923年（大正12年）9月1日、関東大震災で、楼門・下拝殿（舞殿）・一ノ鳥居・二ノ鳥居・三ノ鳥居・太鼓橋・白旗神社の拝殿等が全壊、本殿・拝殿・若宮・白旗神社本殿等が小破、源平池の護岸や大臣山が崩壊、太鼓橋が崩落[6]。
- 1928年（昭和3年）4月3日、鎌倉国宝館が開館
- 1951年（昭和26年）11月17日、平家池のほとりに神奈川県立近代美術館が開館
- 1954年（昭和29年）2月11日、戦後廃止された紀元祭を復活[7]。
- 1997年（平成9年）、吉田茂穂が宮司に就任[8]。
- 2010年（平成22年）3月10日、4時40分頃に、強風のために大銀杏は根元から倒壊[9]
- 2024年（令和6年）3月5日、神社本庁に対し、離脱する通知を内容証明郵便で送付し、7日に受理された。離脱には県知事の認証などが必要で、手続き終了まで数カ月かかるとみられていた[10][11][12]が、同年6月4日に宗教法人法に基づき神奈川県の認証を受け、今後は法人規則変更の登記手続きを進めることとなった[13][14]。また同時期に、鶴岡八幡宮の宮司が兼務する近隣の鎌倉市西御門の白旗神社と荏柄天神社も追従し、神社本庁から離脱する通告を出している[15]。

## 境内

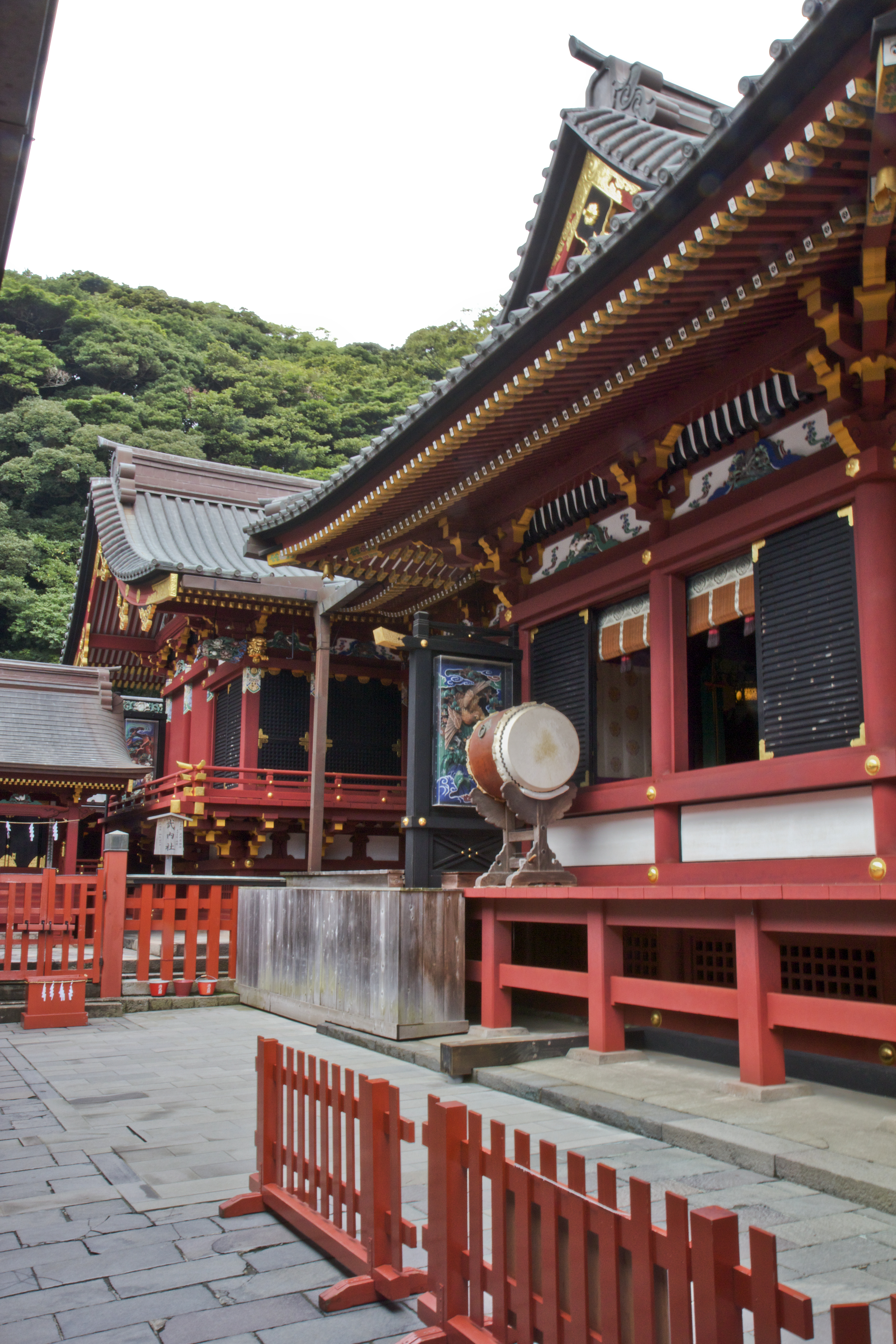
本宮（上宮）

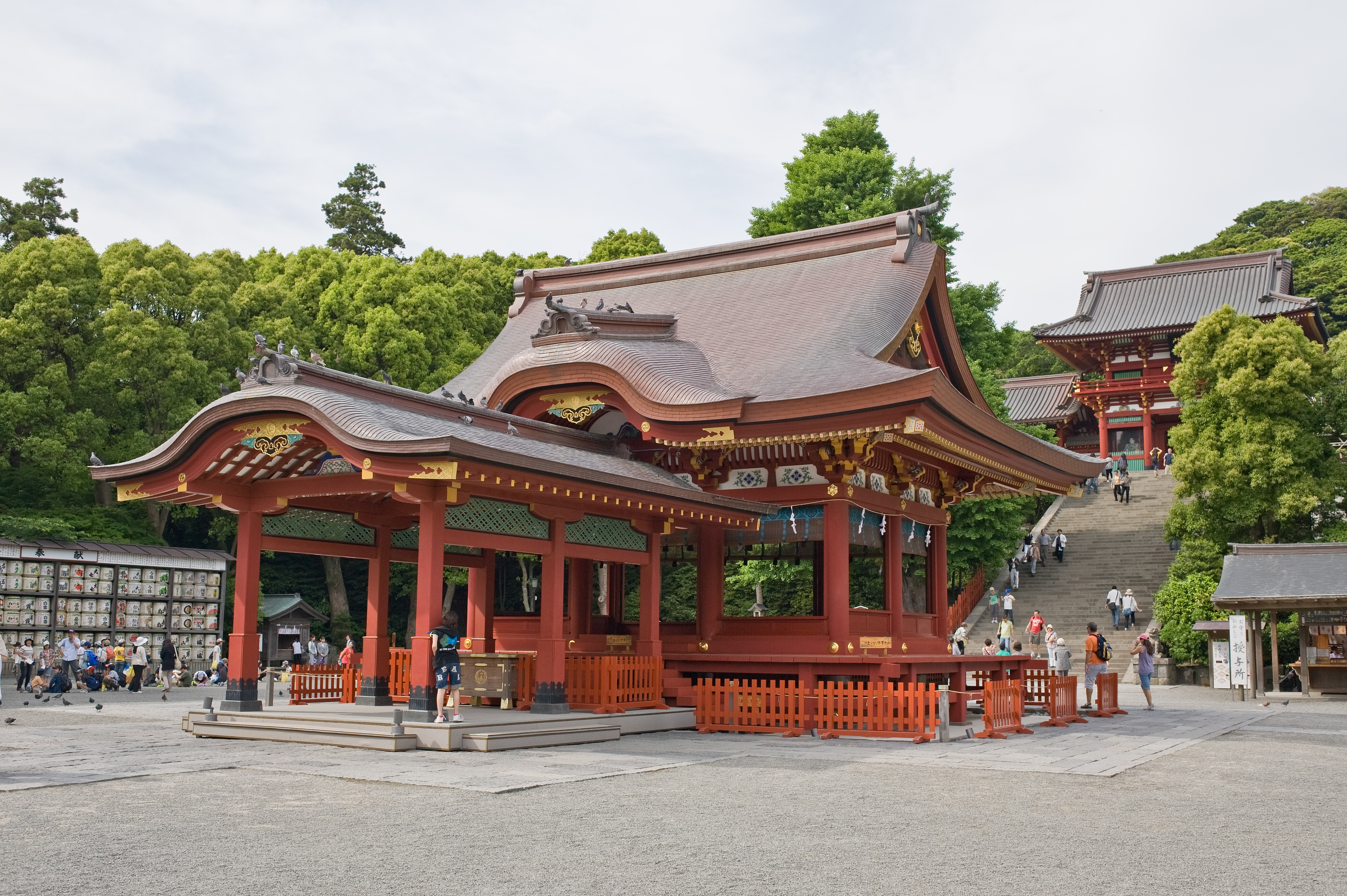
舞殿

本宮（上宮）は文政11年（1828年）に徳川家斉が再建した流権現造で、国の重要文化財に指定されている。本宮は大石段上にある。大石段は61段あり、登りきると桜門、その奥に拝殿とつながった本宮がある。石段下にある舞殿は、「下拝殿」ともいう。前面にある建築物は21世紀に入ってから増築されたもので、当初は朱塗りではなく白木造りであった。
また、境内入口には源頼朝が臨時別当の専光房良暹と大庭景義に命じて掘らせた「源平池」と称する、左右2つに分かれた池がある。源氏池には島が3つ、平家池には島が4つ浮かび、それぞれ産（三）と死（四）を表すという。池には鯉やすっぽんが生息し、水鳥も多い。夏期には蓮の花が一面を覆う。源氏池の島には旗上弁天社がある。源氏池と平家池を繋ぐ水路には石造の橋が架けられ「太鼓橋」と称される。創建当時は木造で、朱塗りだったことから「赤橋」と呼ばれた。北条氏の庶流・赤橋家の苗字はこの橋の名称に由来する。現行の石橋は二代目で、先代は1923年（大正12年）の関東大震災で崩壊した後、1927年（昭和2年）に再建された。現在は柵で締め切られているが、昭和時代までは自由に通行可能であった。橋上は記念撮影のスポットとしてよく使われていたという。なお、太鼓橋の左右には一般参拝者が通行可能な橋があり、赤橋の名を受け継ぐかの如く、赤く塗られている。
境内には、多数の屋台が出店している。
なお、源頼朝の求めに応じて舞った静御前が源義経を慕う次の歌を詠んだとされるが、当時はまだ舞殿は建立されておらず、若宮社殿の回廊で舞ったとされている。
| 「 | 吉野山 峰の白雪 ふみわけて 入りにし人の 跡ぞ恋しき しづやしづ しづのをだまき くり返し 昔を今に なすよしもがな | 」 |

源氏池のほとりには「ぼたん庭園」が設けられ、季節毎に様々な牡丹を見ることができる。対岸には「鶴岡幼稚園」が1950年（昭和25年）からあり、開園中は境内の敷地を臨時に仕切って運動場となる。また、隣接地には1980年代まで境内の鳩を飼っていた「高床式鳩舎」もあった。平家池のほとりには「神奈川県立近代美術館」が建てられた。しかし、同美術館は2016年（平成28年）1月をもって展示を終了。同年12月22日付で建物は鶴岡八幡宮に無償譲渡され、2019年6月に「鎌倉文華館鶴岡ミュージアム」として再オープンした。なお、この建物は2016年11月22日に神奈川県の重要文化財に指定され、さらに2020年12月23日には国の重要文化財に指定された。
また、境内東側には1928年（昭和3年）に開館した鎌倉市立博物館の鎌倉国宝館があり、市内の社寺などから寄託されている国宝や重要文化財を多数収蔵している。鎌倉国宝館の本館は登録有形文化財でもある。
- 大石段
- 太鼓橋
- 源平池（夏期）
蓮に覆われている
- 流鏑馬（2010年10月撮影）

### 寺院の遺構
1982年（昭和57年）に鶴岡八幡宮の敷地内を発掘したところ、寺院の遺構と思われるものや土葬された遺骨が発掘された。福島金治は『阿娑縛抄』第百十四「妙見部」に引用されている仁平3年（1153年）8月9日付の「妙見菩薩供注進状」の中で、聖昭が鳥羽法皇と藤原忠通の諮問に対して国内の妙見信仰の拠点として比叡山北谷の妙見堂と並んで挙げている「鎌倉生源寺」がその寺院であった可能性を指摘している。生源寺は廃仏毀釈によって廃された松源寺（岩窟不動尊の東にあった）の前身と推測されており、事実とすれば鶴岡八幡宮建設時に移転をしたことになる。

### 大銀杏の倒伏
建保7年（1219年）1月27日、源頼家の子で八幡宮の別当を務めていた公暁が階段脇に生えていたこの銀杏の木に隠れて待ち伏せ、この大階段の13段目に降りてきた源実朝を殺害したという伝説があり、隠れ銀杏という別名がある。この伝説が知られるようになったのは江戸時代になってからのことであり、当時の史料にはない話である。中国でイチョウが発見されたのが10世紀頃と研究されており、仮に渡来していたとしても、当時の樹齢を考えると人が隠れることのできる太さにはまだ成長していなかったという説もあるため、真偽は不明である。伝説を疑問視する説もあれば、公暁が身を隠したのは先代の樹であり、平成時代に倒木した樹は2代目であるとする説もある。1955年（昭和30年）より神奈川県の天然記念物に指定され、鶴岡八幡宮のシンボルとして親しまれていた。樹齢800年とも1000年余ともいわれていた。
2010年（平成22年）3月10日4時40分頃、強風のために大銀杏は根元から倒れた。倒れた大銀杏は3つに切断され、3月15日、根元から高さ4メートルまでが、7メートル離れた場所に移植された。残る2つは境内に保存された。倒壊から約1か月たち、再生への努力が実を結び、若芽が確認された。
- 倒れる前の大銀杏（2008年）
- 倒れた大銀杏
- 移植後の大銀杏
画像左が元地点に残った根から生えた蘖、右が移植された幹。

## 摂末社
旗上弁天社
源氏池の島に鎮座。周囲には源氏の二引きの白旗が多く見られる。明治の神仏分離令で一度は廃れたが、1980年（昭和55年）に文政年間の古図を元とし復元された。
白旗神社
祭神：源頼朝、源実朝
逸話として、豊臣秀吉が小田原征伐の後に参拝したが、その際に祀られていた頼朝像を見て「我と御身は共に微小の身から天下を平らげた。しかし御身は天皇の後胤であり、父祖は関東を従えていた。故に流人の身から挙兵しても多く者が従った。我は氏も系図も無いが天下を取った。御身より我の勝ちなり。しかし御身と我は天下友達なり。」と言うと、笑いながら頼朝像の背中をポンポンと叩いたという。
丸山稲荷社
鶴岡八幡宮で最も古い室町期の建物で、社殿は商売繁昌を祈願する方から奉納された赤い旗で囲まれている。本殿は重要文化財に指定。
若宮（下宮）
祭神：仁徳天皇など3柱
祖霊社
終戦後、氏子崇敬者の「おみたま」（祖霊）と護国の霊を祀るために、1949年（昭和24年）に創建。祖霊社の運営は、遺族を会員とする「祖霊社維持会」による。
今宮
祭神：後鳥羽天皇、土御門天皇、順徳天皇 - いずれも承久の乱で流された天皇。
由比若宮（元八幡）
鎌倉市材木座一丁目7、バス停「元八幡」近くにある。
- 旗上弁天社
- 白旗神社
- 丸山稲荷社（重要文化財）
- 若宮（下宮）（重要文化財）
- 祖霊社
- 由比若宮（元八幡）

## 参道
鶴岡八幡宮の参道は若宮大路と呼ばれる。由比ヶ浜から八幡宮まで鎌倉の中心をほぼ南北に貫いており、京の朱雀大路を模して源頼朝が自らも加わり築いた。二の鳥居からは段葛（だんかずら）と呼ばれる車道より一段高い歩道がある。そこを抜けると三の鳥居があり、境内へと到る。
この段葛は、二の鳥居の辺りでは幅4メートルほどだが、三の鳥居では幅が約3メートル程度となっており、先に進むほど徐々に細くなっている。人間の目の錯覚を利用し、参道を実際より長く見せ、奥の本殿を厳かに見せるための設計との説がある。段葛は鶴岡八幡宮境内の敷地とみなされており、扱いとしては神社の私道である（若宮大路自体は神奈川県道21号横浜鎌倉線の一部）。
- 舞殿と三の鳥居、二の鳥居、一の鳥居
- 拝殿前石段から見た、三の鳥居（手前）、二の鳥居（中）、一の鳥居（奥）
- 三の鳥居
- 二の鳥居
- 一の鳥居（重要文化財）
- 段葛。平成の改修前（2005年11月）
- 段葛。平成の改修後（2019年1月）

## 文化財

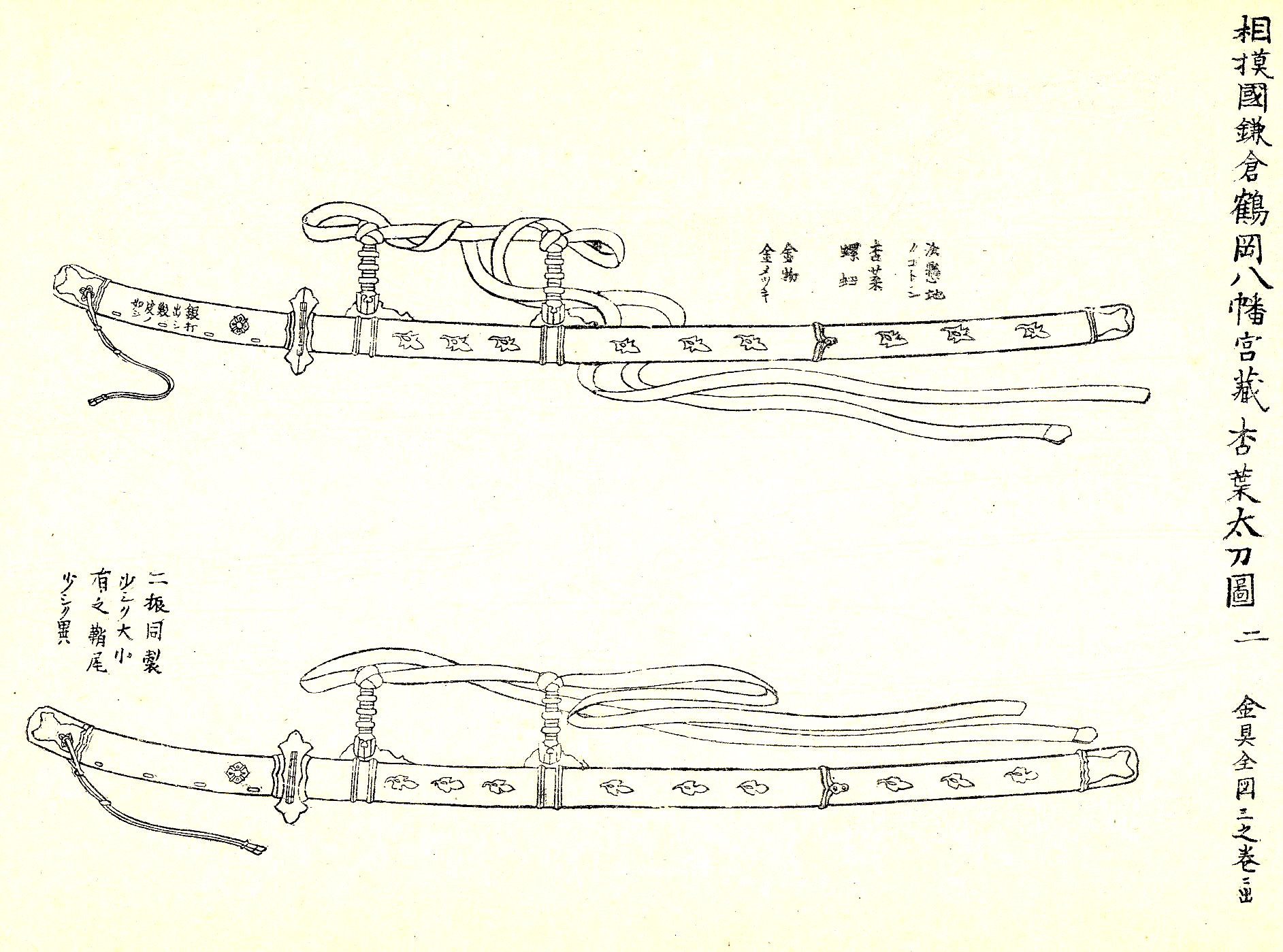
沃懸地杏葉螺鈿太刀/『集古十種』より

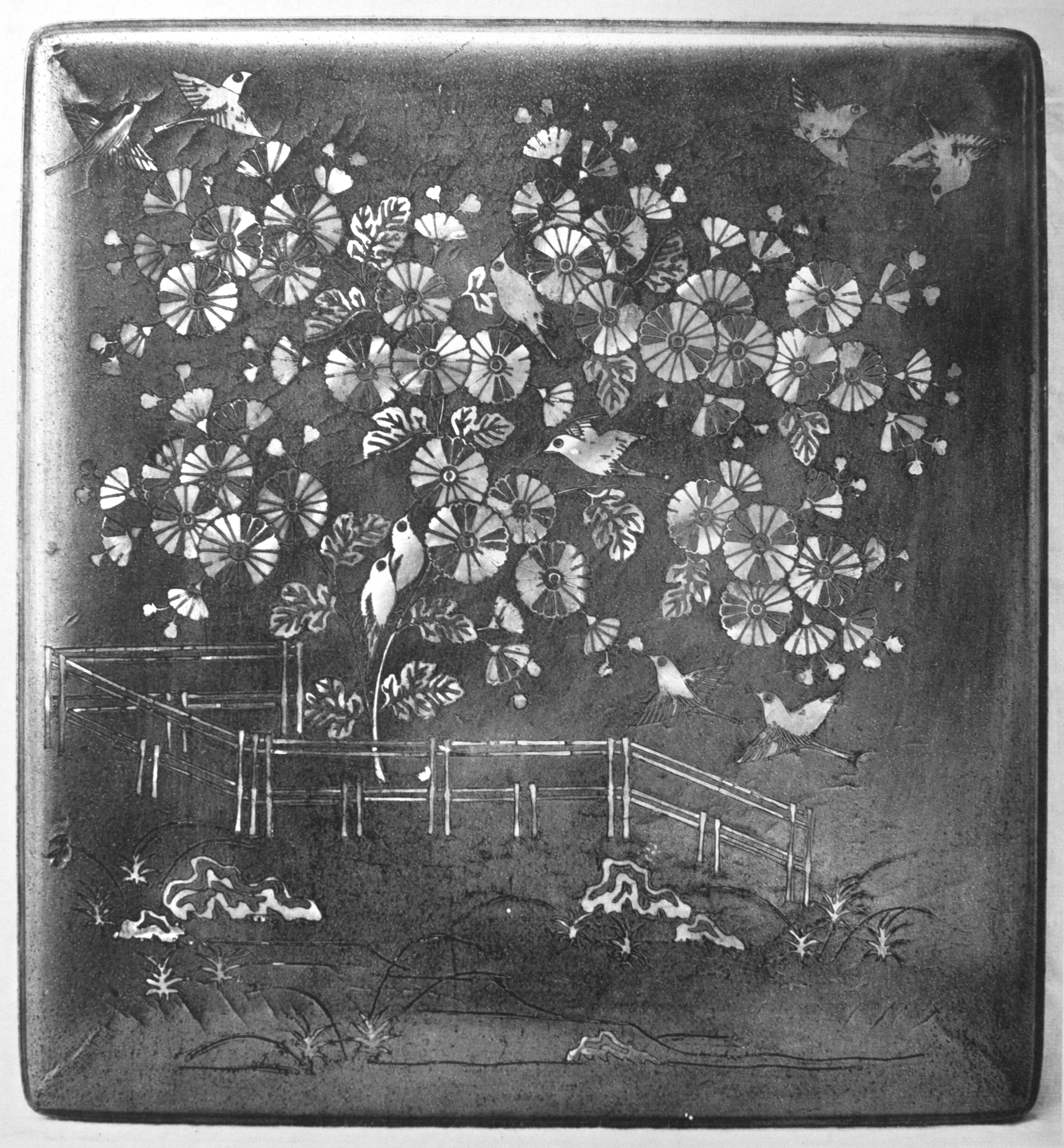
籬菊螺鈿蒔絵硯箱

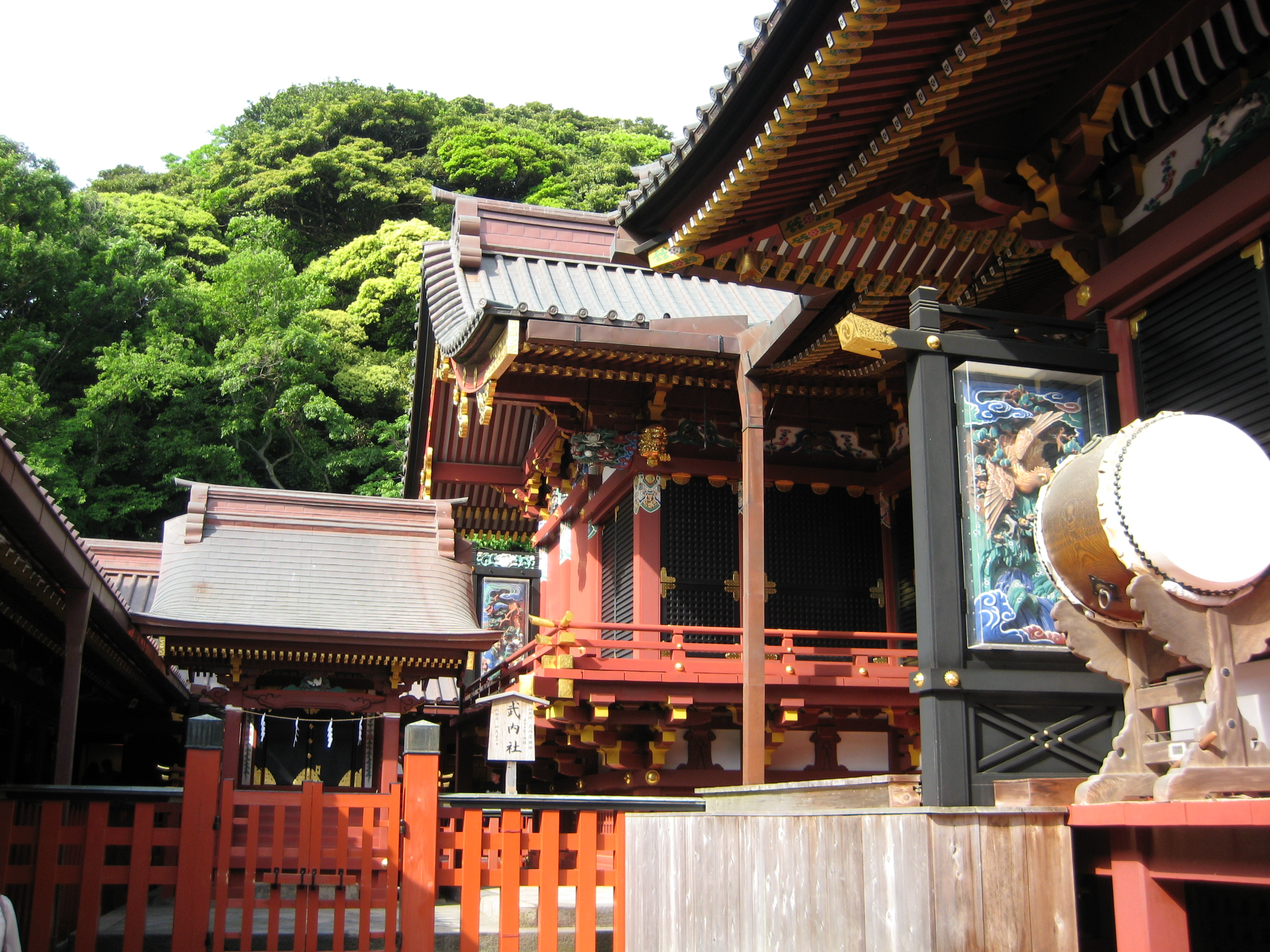
末社武内社（左の小殿）と上宮本殿（右）

### 国宝
工芸品
- 古神宝類（神服類）[28]
  - 袿 白小葵地鳳凰文二重織（うちき しろこあおいじ ほうおうもん ふたえおり）
  - 袿 紫地向鶴三盛丸文唐織（うちき むらさきじ むかいつるみつもりまるもん からおり）
  - 袿 紫地向鶴三盛丸文唐織
  - 袿 淡香地幸菱文綾織（うちき うすこうじ さいわいびしもん あやおり）
  - 袿 黄地窠霰文二重織（うちき きじ かにあられもん ふたえおり）
- 古神宝類（刀剣武具類）[28]
  - 朱漆弓 1張
  - 黒漆矢（うち篦一筋欠） 30隻
  - 沃懸地杏葉螺鈿平胡籙（いかけじ ぎょうようらでん ひらやなぐい） 1腰
  - 沃懸地杏葉螺鈿太刀（いかけじ ぎょうようらでん たち） 1口
  - 沃懸地杏葉螺鈿平胡籙 1腰
  - 沃懸地杏葉螺鈿太刀（鐔欠） 1口
- 籬菊螺鈿蒔絵硯箱（まがきにきくらでんまきえ すずりばこ）[29]
- 太刀 銘正恒

### 重要文化財
建造物
- 大鳥居（一の鳥居） - 徳川家慶建立
- 末社丸山稲荷社本殿
- 摂社若宮 本殿、幣殿及び拝殿（1棟）
- 上宮 3棟
  - 本殿、幣殿及び拝殿（1棟）
  - 回廊
  - 末社武内社本殿

- 旧神奈川県立近代美術館（建物の所有者は鶴岡八幡宮） - 神奈川県立近代美術館の項を参照。

工芸品
- 太刀 3口（各銘相州住綱広、綱家作、康国作）・桐鳳凰蒔絵糸巻太刀拵（たちごしらえ）3口
- 太刀 金銘国吉
- 太刀 銘長光

彫刻

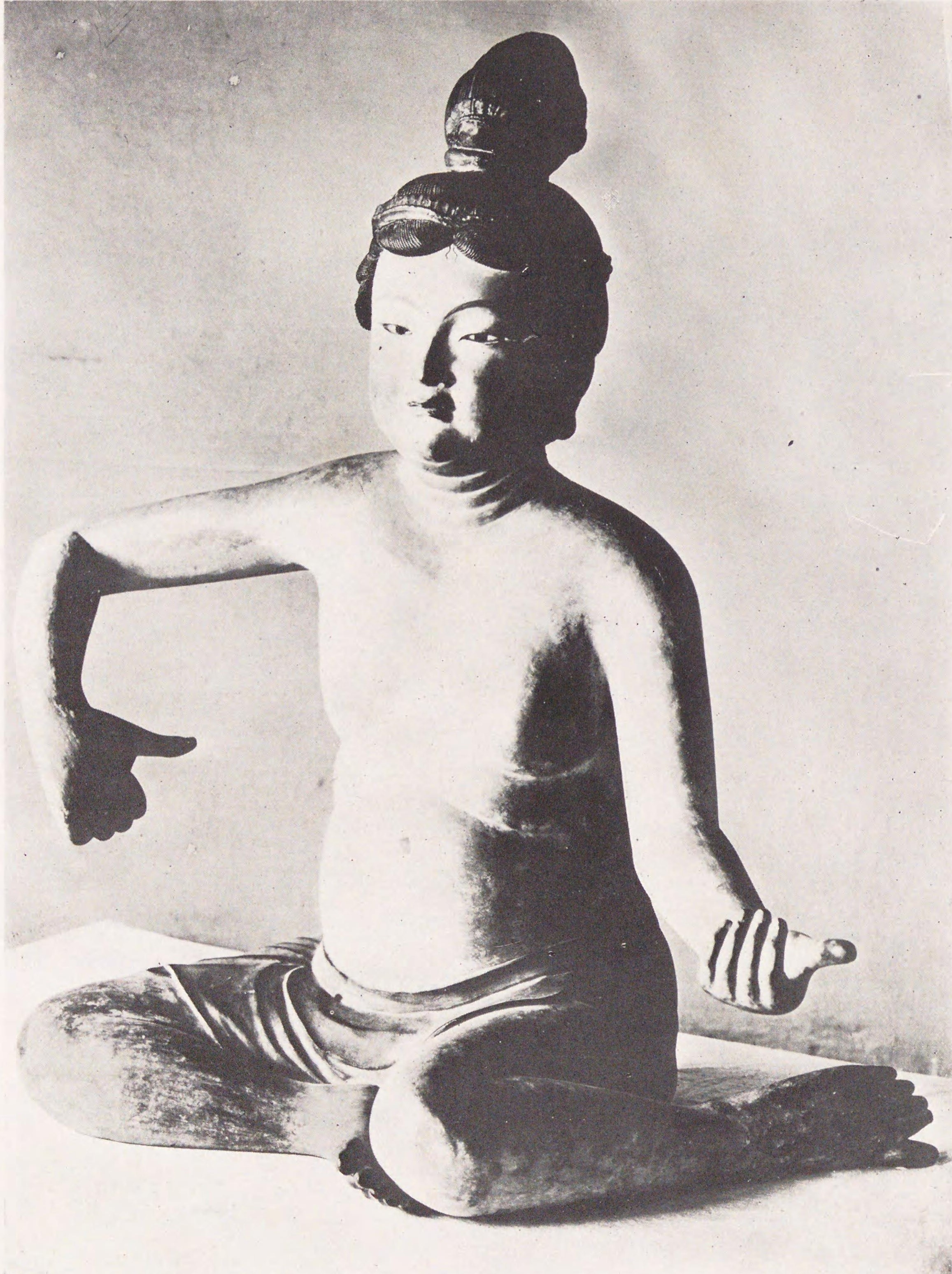
木造弁才天坐像。像本体は裸に腰布1枚をまとった姿を彫りだしたもので、その上に衣服を着せる様式である。

- 木造舞楽面 5面（陵王、散手、貴徳鯉口、貴徳番子、二ノ舞）
- 木造弁才天坐像 文永三年（1266年）銘
- 木造菩薩面

古文書
- 鶴岡社務記録 2巻
- 鶴岡八幡宮文書（224通）15巻

歴史資料
- 鶴岡八幡宮指図 天正十九年五月十四日

以上の国宝・重要文化財のうち建造物以外の大部分は鎌倉国宝館に寄託されている。

### 国の史跡
- 鶴岡八幡宮境内 - 指定年月日：1967年（昭和42年）4月24日。[37]

史跡指定範囲には、供僧坊跡（本殿北側）、元八幡（鎌倉市材木座）を含む。
- 若宮大路 - 指定年月日：1935年（昭和10年）6月7日 - 2006年（平成18年）1月26日に海岸橋交差点から三の鳥居までの道路敷、歩道敷が追加指定された[39]。

### 神奈川県指定文化財
神奈川県指定重要文化財（工芸品）
- 銅製 亀甲花菱文象嵌擬宝珠 附 金具24個 - 指定年月日： 1955年（昭和30年）8月30日[40]。

鎌倉時代作。缺首部をのぞいて全面に銀材による象嵌が施され、全体の形姿が等辺三角形に近く安定感がある。
- 堆黒箱 - 指定年月日： 1955年（昭和30年）8月30日[40]。

裏に贈日本客僧栄西禅師明 昌元侍郎周宏の朱漆銘がある。
神奈川県指定有形民俗文化財
- 獅子型墨壺 - 指定年月日： 1955年（昭和30年）8月30日

丹漆が全体に塗られた鎌倉彫形式の墨壺。
- 神輿 7基 - 指定年月日：1955年（昭和30年）8月30日

3基が本宮用。4基は若宮用 。若宮用は手法がやや簡略で、わずかに形体が小柄である。

### 鎌倉市指定文化財
建造物
- 石造 手水鉢 - 指定年月日：1974年（昭和49年）4月10日[42]。
- 木造 鶴岡八幡宮末社白旗神社本殿及拝殿 - 2005年（平成17年）11月10日[42]。

彫刻
- 木造 住吉神倚像 - 指定年月日：1976年（昭和51年）12月14日[43]。

工芸
- 木造 彩色桐竹鳳凰文華鬘 - 指定年月日：1971年（昭和46年）9月11日[44]。
- 木造 黒漆塗経箱 - 指定年月日：1973年（昭和48年）10月12日[44]。
- 銅板造 薬師如来懸仏 - 指定年月日：1973年（昭和48年）10月12日[44]。
- 金銅 四天王五鈷鈴 - 指定年月日：2008年（平成20年）11月27日[44]。

書跡
- 紙本著色 鶴岡八幡宮境内絵図 - 指定年月日：1999年（平成11年）11月25日[45]。

典籍
- 新撰莵玖波集 附 箱・極札二葉 - 上下2冊 - 指定年月日： 1974年（昭和49年）4月10日[46]。

古文書
- 絹本著色 相州鎌倉江之島図 - 指定年月日：2013年（平成25年）3月12日[47]。
- 紙本著色 靏岡御神領 往還幷谷々小道分間図 - 指定年月日： 2018年（平成30年）2月15日[47]。

考古資料
- 国指定史跡鶴岡八幡宮境内出土の木製塔婆類 7点 - 指定年月日：2015年（平成27年）2月13日[48]。鎌倉国宝館寄託。

天然記念物
- ビャクシン 1株 -  1963年（昭和38年）7月17日[49]。
- マキ 1株 -  1973年（昭和48年）4月11日[49]。
- ケヤキ 1株 - 1973年（昭和48年）4月11日[49]。
- シロシダレ 10株 -  1977年（昭和52年）6月11日[49]。

## 現地情報
出典：
所在地
- 神奈川県鎌倉市雪ノ下2丁目1番31号

交通アクセス
- 鉄道
  - 最寄駅： JR横須賀線、 湘南新宿ラインまたは  江ノ島電鉄線 鎌倉駅 （東口から徒歩10分）

- 車
  - E16 横浜横須賀道路朝比奈ICから、県道204号線で約 5キロメートル。

## 鎌倉市外にある主な分社
- 寒河江八幡宮（山形県寒河江市八幡町）[51]
- 玉村八幡宮（群馬県佐波郡玉村町）
- 六手八幡神社（千葉県君津市六手） - 旧称、鶴岡八幡宮[52]。
- 市谷亀岡八幡宮（東京都新宿区市谷八幡町）[53]
- 代々木八幡宮（東京都渋谷区代々木）[54]
- 富岡八幡宮 (横浜市)（神奈川県横浜市金沢区富岡東） - 源頼朝が勧請した際は、西宮神社の恵比寿。1227年、八幡宮を勧請[55]。
- 若宮八幡宮（神奈川県横浜市南区大岡） - 境内社の若宮八幡宮の別宮[56]。
- 二川八幡神社（愛知県豊橋市二川町東町）[57]
- 岡八幡宮（三重県伊賀市白樫） - 源頼朝によって建立された末社[58]。